# Emil Monz

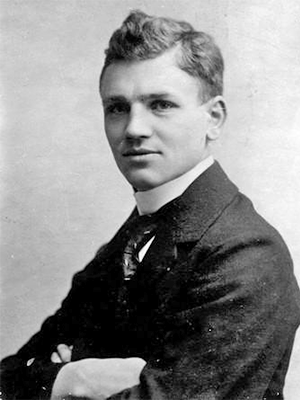
Emil Monz, vor 1922

Emil Monz (* vor 1900 in Stuttgart; † 18. Februar 1921 bei Lauenburg) war ein deutscher Pilot.

## Leben
Im Ersten Weltkrieg war Monz als Aufklärungsflieger eingesetzt. Nach Kriegsende fand Monz 1919 eine Anstellung als Pilot bei Junkers & Co. Im Mai dieses Jahres wurde ihm die Luftverkehrszulassungsbescheinigung mit der Nummer 22 ausgestellt. Er flog die Route Dessau–Weimar. Monz führte am 25. Juni 1919 den Erstflug der Junkers F 13 durch.
Am 13. September 1919 stellte er mit einer mit acht Personen besetzten F 13 („Annelise“) mit 6750 m einen inoffiziellen Höhenweltrekord auf.
Im Auftrag von Junkers war Monz 1920 in den USA bei Larsen tätig und stellte auch hier mit der F 13 diverse Rekorde auf. So gelang ihm auf der Strecke Atlantic City – Philadelphia ein Geschwindigkeitsrekord von 210 km/h.
Nach Deutschland zurückgekehrt, wurde er von Junkers bei der Lloyd Ostflug GmbH als Pilot beschäftigt. Mit einer F 13 (D 128) geriet er am 18. Februar 1921 etwa zwei Stunden nach dem Start in Königsberg bei Lauenburg in eine Nebelwand und stürzte wahrscheinlich bei einer versuchten Notlandung ab. Mit ihm starb der technische Leiter von Lloyd Ostflug, Oskar Kretschmar.

## Ehrung
In Magdeburg war zeitweise ihm zu Ehren eine Straße als Monzstraße benannt.
In Dessau wurde eine Straße im neuen Wohngebiet „Große Lobenbreite“ Emil-Monz-Straße benannt.